# Петровський (Красноармійський район)
Петровський (рос. Петровский) — селище у Красноармійському районі Челябінської області Російської Федерації.
Входить до складу муніципального утворення Озерне сільське поселення. Населення становить 1735 осіб (2010).

## Історія
Від 13 січня 1941 року належить до Красноармійського району Челябінської області.
Згідно із законом від 9 липня 2004 року органом місцевого самоврядування є Озерне сільське поселення.

## Населення
| 2002 | 2008  | 2010  |
| ---- | ----- | ----- |
| 1584 | ↗1662 | ↗1735 |